# Carl Peters (Instrumentenbauer)
Johann Ernst Carl Ludwig Peters (* 11. Juni 1818 in Strelitz; † 27. Februar 1891 in Neustrelitz) war ein deutscher Orgel- und Instrumentenbauer in Neustrelitz.

## Leben und Wirken
Carl Peters wurde geboren als ältester Sohn des Pachtfischers Johann Friedrich Daniel Peters und dessen Frau Sophie Friedrike, geborene Nikammer. 29-jährig leistete er am 27. Oktober 1847 als Orgelbauer und Instrumentenmacher in Neustrelitz den Bürgereid. Er wurde zwischen 1865 und 1885 mit Arbeiten und Angeboten für Orgeln erwähnt. 
Peters war seit 1. März 1848 verheiratet mit Wilhelmine Adolphine Friederike, geb. Röpcke (* 1820), Tochter eines Tagelöhners und Ackersmanns aus Neubrandenburg. Er starb 72-jährig und wurde am 2. März 1891 in Neustrelitz begraben. Sowohl im Traueintrag als auch im Sterbeeintrag wurde er als Instrumentenmacher bezeichnet.

## Werke (Auswahl)
Von Peters sind ein Orgelneubau sowie einige Reparaturen in Mecklenburg-Strelitz bekannt.
| Jahr     | Ort                 | Gebäude     | Bild | Manuale | Register | Bemerkungen                              |
| -------- | ------------------- | ----------- | ---- | ------- | -------- | ---------------------------------------- |
| 1867     | Strelitz            | Stadtkirche |      | II/P    | 14       | Reparaturen                              |
| 1867     | Feldberg            | Stadtkirche |      | I/P     | 6        | Kostenanschlag für Reparaturen           |
| 1867     | Blankensee          | Dorfkirche  |      | I       | 4        | Reparaturen                              |
| vor 1873 | Alt Käbelich        | Dorfkirche  |      | I/P     | 8        | Reparaturen                              |
| 1873     | Petersdorf          | Dorfkirche  |      | I/P     | 8        | Reparaturen                              |
| 1876     | Strasen             | Dorfkirche  |      | I/P     | 6        | einziger bekannter Orgelneubau, erhalten |
| 1878     | Dolgen-Triepkendorf | Dorfkirche  |      | I/P     | 9        | Reparaturen                              |
| 1880     | Fürstenberg         | Stadtkirche |      | II/P    | 23       | Reparaturen                              |